# Fox News
Fox News (cunoscut în mod oficial ca Fox News Channel) este un canal de televiziune de știri american deținut de Fox Entertainment Group, o filială a grupului 21st Century Fox. Acesta emite în principal din studiourile situate în clădirea 1211 Avenue of the Americas din New York.
Postul a fost creat de omul de afaceri australiano-american Rupert Murdoch, care l-a angajat pe fostul consultant media al Partidului Republican, Roger Ailes, ca prim director general.
A fost lansat pe 7 octombrie 1996 către aproximativ 17 milioane de abonați prin cablu. Fox News s-a dezvoltat puternic la sfârșitul anilor 1990 și de-a lungul anilor 2000 și a devenit o rețea dominantă de știri prin cablu în Statele Unite ale Americii. Rupert Murdoch este actualul președinte și director general în exercițiu al Fox News.
În februarie 2015, aproximativ 94.700.000 de gospodării din SUA (81,4% din clienții prin cablu, satelit și telco) recepționau postul Fox News.

## Istoric
În mai 1985 editorul australian Rupert Murdoch anunța că el, împreună cu industriașul american Marvin Davis, intenționează să dezvolte „o rețea de stații independente ca o a patra forță din piață” care să concureze direct cu CBS, NBC și ABC, prin achiziționarea a șase stații de televiziune deținute de Metromedia. În iulie 1985 20th Century Fox a anunțat că Murdoch a finalizat achiziționarea a 50% din compania Fox Filmed Entertainment, compania-mamă a 20th Century Fox Film Corporation. Un an mai târziu, 20th Century Fox a înregistrat un profit de 5,6 milioane de dolari în a treia perioadă fiscală încheiată la 31 mai 1986, spre deosebire de pierderea de 55,8 milioane de dolari suferită în perioada similară a anului precedent.

## Legături extrne
Materiale media legate de Fox News la Wikimedia Commons
- Site web oficial (în engleză)